# Badminton ai Giochi della XXXIII Olimpiade - Doppio misto
Le gare del doppio misto di badminton ai Giochi della XXXIII Olimpiade si sono svolte dal 27 luglio al 2 agosto 2024 all'Arena Porte de la Chapelle.
La medaglia olimpica d'oro è stata vinta dalla coppia cinese Zheng Siwei e Huang Yaqiong.

## Formato
Le gare hanno avuto inizio con un turno preliminare: gli atleti sono stati divisi in gruppi e ognuno ha sfidato gli avversari del gruppo. Le 8 coppie ai primi 2 posti di ogni girone hanno avuto accesso alla fase a eliminazione diretta.

## Teste di serie
1. Zheng Siwei / Huang Yaqiong (campioni, medaglia d'oro)
2. Feng Yanzhe / Huang Dongping (quarti di finale)

1. Seo Seung-jae / Chae Yoo-jung (semifinale, quarto posto)
2. Yūta Watanabe / Arisa Higashino (semifinale, medaglia di bronzo)

## Risultati

### Fase a gruppi

#### Gruppo A
| Squadra                                  | Pt | G | V | P | SV | SP |
| ---------------------------------------- | -- | - | - | - | -- | -- |
| Zheng Siwei / Huang Yaqiong              | 3  | 3 | 3 | 0 | 6  | 0  |
| Kim Won-ho / Jeong Na-eun                | 1  | 3 | 1 | 2 | 3  | 4  |
| Thom Gicquel / Delphine Delrue           | 1  | 3 | 1 | 2 | 2  | 4  |
| Rinov Rivaldy / Pitha Haningtyas Mentari | 1  | 3 | 1 | 2 | 2  | 5  |

| Squadra 1                      | Punteggio        | Squadra 2                                |
| 27 luglio, 15:40               | 27 luglio, 15:40 | 27 luglio, 15:40                         |
| ------------------------------ | ---------------- | ---------------------------------------- |
| Zheng Siwei / Huang Yaqiong    | 2 - 0            | Thom Gicquel / Delphine Delrue           |
| 27 luglio, 15:40               |                  |                                          |
| Kim Won-ho / Jeong Na-eun      | 1 - 2            | Rinov Rivaldy / Pitha Haningtyas Mentari |
| 28 luglio, 14:00               |                  |                                          |
| Zheng Siwei / Huang Yaqiong    | 2 - 0            | Rinov Rivaldy / Pitha Haningtyas Mentari |
| 28 luglio, 14:50               |                  |                                          |
| Kim Won-ho / Jeong Na-eun      | 2 - 0            | Thom Gicquel / Delphine Delrue           |
| 29 luglio, 9:20                |                  |                                          |
| Zheng Siwei / Huang Yaqiong    | 2 - 0            | Kim Won-ho / Jeong Na-eun                |
| 29 luglio, 10:10               |                  |                                          |
| Thom Gicquel / Delphine Delrue | 2 - 0            | Rinov Rivaldy / Pitha Haningtyas Mentari |

#### Gruppo B
| Squadra                                          | Pt | G | V | P | SV | SP |
| ------------------------------------------------ | -- | - | - | - | -- | -- |
| Seo Seung-jae / Chae Yoo-jung                    | 3  | 3 | 3 | 0 | 6  | 1  |
| Dechapol Puavaranukroh / Sapsiree Taerattanachai | 2  | 3 | 2 | 1 | 5  | 2  |
| Robin Tabeling / Selena Piek                     | 1  | 3 | 1 | 2 | 2  | 4  |
| Koceila Mammeri / Tanina Mammeri                 | 0  | 3 | 0 | 3 | 0  | 6  |

| Squadra 1                                        | Punteggio        | Squadra 2                                        |
| 27 luglio, 08:30                                 | 27 luglio, 08:30 | 27 luglio, 08:30                                 |
| ------------------------------------------------ | ---------------- | ------------------------------------------------ |
| Seo Seung-jae / Chae Yoo-jung                    | 2 - 0            | Koceila Mammeri / Tanina Mammeri                 |
| 27 luglio, 10:00                                 |                  |                                                  |
| Dechapol Puavaranukroh / Sapsiree Taerattanachai | 2 - 0            | Robin Tabeling / Selena Piek                     |
| 28 luglio, 19:30                                 |                  |                                                  |
| Dechapol Puavaranukroh / Sapsiree Taerattanachai | 2 - 0            | Koceila Mammeri / Tanina Mammeri                 |
| 28 luglio, 21:10                                 |                  |                                                  |
| Seo Seung-jae / Chae Yoo-jung                    | 2 - 0            | Robin Tabeling / Selena Piek                     |
| 29 luglio, 14:00                                 |                  |                                                  |
| Seo Seung-jae / Chae Yoo-jung                    | 2 - 1            | Dechapol Puavaranukroh / Sapsiree Taerattanachai |
| 29 luglio, 15:40                                 |                  |                                                  |
| Koceila Mammeri / Tanina Mammeri                 | 0 - 2            | Robin Tabeling / Selena Piek                     |

#### Gruppo C
| Squadra                               | Pt | G | V | P | SV | SP |
| ------------------------------------- | -- | - | - | - | -- | -- |
| Yūta Watanabe / Arisa Higashino       | 2  | 2 | 2 | 0 | 4  | 1  |
| Tang Chun Man / Tse Ying Suet         | 1  | 2 | 1 | 1 | 3  | 2  |
| Ye Hong-wei / Lee Chia-hsin           | 0  | 2 | 0 | 2 | 0  | 4  |
| Mathias Christiansen / Alexandra Bøje | 0  | 0 | 0 | 0 | 0  | 0  |

| Squadra 1                       | Punteggio        | Squadra 2                     |
| 27 luglio, 14:00                | 27 luglio, 14:00 | 27 luglio, 14:00              |
| ------------------------------- | ---------------- | ----------------------------- |
| Tang Chun Man / Tse Ying Suet   | 2 - 0            | Ye Hong-wei / Lee Chia-hsin   |
| 28 luglio, 21:10                |                  |                               |
| Yūta Watanabe / Arisa Higashino | 2 - 0            | Ye Hong-wei / Lee Chia-hsin   |
| 29 luglio, 20:20                |                  |                               |
| Yūta Watanabe / Arisa Higashino | 2 - 1            | Tang Chun Man / Tse Ying Suet |

#### Gruppo D
| Squadra                      | Pt | G | V | P | SV | SP |
| ---------------------------- | -- | - | - | - | -- | -- |
| Chen Tang Jie / Toh Ee Wei   | 3  | 3 | 3 | 0 | 6  | 1  |
| Feng Yanzhe / Huang Dongping | 2  | 3 | 2 | 1 | 5  | 2  |
| Terry Hee / Jessica Tan      | 1  | 3 | 1 | 2 | 2  | 4  |
| Vinson Chiu / Jennie Gai     | 0  | 3 | 0 | 3 | 0  | 6  |

| Squadra 1                    | Punteggio       | Squadra 2                  |
| 27 luglio, 8:30              | 27 luglio, 8:30 | 27 luglio, 8:30            |
| ---------------------------- | --------------- | -------------------------- |
| Feng Yanzhe / Huang Dongping | 2 - 0           | Vinson Chiu / Jennie Gai   |
| 27 luglio, 9:20              |                 |                            |
| Chen Tang Jie / Toh Ee Wei   | 2 - 0           | Terry Hee / Jessica Tan    |
| 28 luglio, 8:30              |                 |                            |
| Feng Yanzhe / Huang Dongping | 2 - 0           | Terry Hee / Jessica Tan    |
| 28 luglio, 11:00             |                 |                            |
| Chen Tang Jie / Toh Ee Wei   | 2 - 0           | Vinson Chiu / Jennie Gai   |
| 29 luglio, 8:30              |                 |                            |
| Feng Yanzhe / Huang Dongping | 1 - 2           | Chen Tang Jie / Toh Ee Wei |
| 29 luglio, 11:00             |                 |                            |
| Vinson Chiu / Jennie Gai     | 0 - 2           | Terry Hee / Jessica Tan    |

### Fase ad eliminazione diretta
|  | Quarti di finale | Quarti di finale                               | Quarti di finale              | Quarti di finale        | Quarti di finale |                               |                             | Semifinali | Semifinali                | Semifinali                | Semifinali                | Semifinali                |                           |                           | Finale Medaglia d'Oro     | Finale Medaglia d'Oro         | Finale Medaglia d'Oro | Finale Medaglia d'Oro | Finale Medaglia d'Oro |
|  |                  |                                                |                               |                         |                  |                               |                             |            |                           |                           |                           |                           |                           |                           |                           |                               |                       |                       |                       |
|  | A1               | Zheng Siwei Huang Yaqiong                      | 21                            | 21                      |                  |                               |                             |            |                           |                           |                           |                           |                           |                           |                           |                               |                       |                       |                       |
|  |                  | Feng Yanzhe Huang Dongping                     | 16                            | 15                      |                  |                               |                             |            |                           |                           |                           |                           |                           |                           |                           |                               |                       |                       |                       |
|  |                  | Feng Yanzhe Huang Dongping                     | 16                            | 15                      | A1               | Zheng Siwei Huang Yaqiong     | 21                          | 21         |                           |                           |                           |                           |                           |                           |                           |                               |                       |                       |                       |
|  |                  |                                                |                               |                         |                  | Zheng Siwei Huang Yaqiong     | 21                          | 21         |                           |                           |                           |                           |                           |                           |                           |                               |                       |                       |                       |
|  |                  | B1                                             | Yūta Watanabe Arisa Higashino | 14                      | 15               |                               |                             |            |                           |                           |                           |                           |                           |                           |                           |                               |                       |                       |                       |
|  | B1               | B1                                             | Yūta Watanabe Arisa Higashino | 14                      | 15               | Yūta Watanabe Arisa Higashino | 23                          | 21         |                           |                           |                           |                           |                           |                           |                           |                               |                       |                       |                       |
|  | B1               |                                                |                               |                         |                  | Yūta Watanabe Arisa Higashino | 23                          | 21         |                           |                           |                           |                           |                           |                           |                           |                               |                       |                       |                       |
|  |                  | Dechapol Puavaranukroh Sapsiree Taerattanachai | 21                            | 14                      |                  |                               |                             |            |                           |                           |                           |                           |                           |                           |                           |                               |                       |                       |                       |
|  |                  |                                                |                               |                         |                  |                               |                             |            |                           |                           |                           |                           |                           |                           | A1                        | Zheng Siwei Huang Yaqiong     | 21                    | 21                    |                       |
|  |                  |                                                |                               | Kim Won-ho Jeong Na-eun | 8                | 11                            |                             |            |                           |                           |                           |                           |                           |                           |                           |                               |                       |                       |                       |
|  |                  | Tang Chun Man Tse Ying Suet                    | 15                            | 10                      |                  |                               |                             |            |                           |                           |                           |                           |                           |                           |                           |                               |                       |                       |                       |
|  | C1               | Seo Seung-jae Chae Yoo-jung                    | 21                            | 21                      |                  |                               |                             |            |                           |                           |                           |                           |                           |                           |                           |                               |                       |                       |                       |
|  | C1               | Seo Seung-jae Chae Yoo-jung                    | 21                            | 21                      |                  | C1                            | Seo Seung-jae Chae Yoo-jung | 16         | 22                        | 21                        |                           |                           |                           |                           |                           |                               |                       |                       |                       |
|  |                  |                                                |                               |                         |                  | C1                            | Seo Seung-jae Chae Yoo-jung | 16         | 22                        | 21                        |                           |                           |                           |                           |                           |                               |                       |                       |                       |
|  |                  |                                                | Kim Won-ho Jeong Na-eun       | 21                      | 20               | 23                            |                             |            | Finale Medaglia di Bronzo | Finale Medaglia di Bronzo | Finale Medaglia di Bronzo | Finale Medaglia di Bronzo | Finale Medaglia di Bronzo | Finale Medaglia di Bronzo | Finale Medaglia di Bronzo |                               |                       |                       |                       |
|  |                  | Kim Won-ho Jeong Na-eun                        | Kim Won-ho Jeong Na-eun       | 21                      | 20               | 23                            | 21                          | 21         | Finale Medaglia di Bronzo | Finale Medaglia di Bronzo | Finale Medaglia di Bronzo | Finale Medaglia di Bronzo | Finale Medaglia di Bronzo | Finale Medaglia di Bronzo | Finale Medaglia di Bronzo |                               |                       |                       |                       |
|  |                  | Kim Won-ho Jeong Na-eun                        |                               |                         |                  |                               | 21                          | 21         |                           |                           |                           |                           |                           |                           |                           |                               |                       |                       |                       |
|  | D1               | Chen Tang Jie Toh Ee Wei                       | 19                            | 14                      |                  |                               |                             |            |                           |                           |                           |                           |                           |                           | B1                        | Yūta Watanabe Arisa Higashino | 21                    | 22                    |                       |
|  |                  |                                                |                               |                         |                  |                               |                             |            |                           |                           |                           |                           |                           |                           | C1                        | Seo Seung-jae Chae Yoo-jung   | 13                    | 20                    |                       |

## Medagliere
| Evento       | Oro                            | Argento                               | Bronzo                                 |
| Doppio misto | Cina Zheng Siwei Huang Yaqiong | Corea del Sud Kim Won-ho Jeong Na-eun | Giappone Yūta Watanabe Arisa Higashino |